# Apol·loni de Síria
Apol·loni de Síria   () (grec antic: Ἀπολλώνιος, llatí: Apollonius) fou un filòsof platònic del temps de l'emperador Hadrià. Sobre l'emperador va escriure dintre de les seves obres, un oracle que li prometia el govern del món, suposadament abans de pujar al tron, segons diu Deli Espartià a la Història Augusta.